# Pierre Samuel du Pont de Nemours
Pierre Samuel du Pont de Nemours, född 14 september 1739, död 7 oktober 1817, var en fransk nationalekonom och politiker.
du Pont de Nemours redigerade 1768–1772 Éphémérides och tjänstgjorde ett par år som rådgivare åt den polska regeringen. Han återvände till Frankrike 1774 och blev en av Jacques Turgots främsta medhjälpare. Efter Turgots fall ägnade sig du Pont de Nemours åt skötseln av sitt gods Gâtinais, tills han av Charles Gravier Vergennes utnämndes till generalkommissarie för handeln. Vid 1789 års nationalförsamling var du Pont de Nemours en av de ledande krafterna. År 1792 fängslades han och var nära att bli avrättad. du Pont de Nemours tillhörde efter 1795 de äldstes råd men föll åter i onåd och nödgades 1797 fly till Amerika, varifrån han återvände 1802. År 1814 inträdde han i statsrådet men flydde för andra gången till Amerika vid Napoleon I:s återkomst till makten 1815. Som nationalekonom var du Pont de Nemours François Quesnays lärjunge. Namnet fysiokrater på denna riktnings anhängare härrör för en samling av Quesnays artiklar, som du Pont de Nemours utgav under titeln Physiocratie 1767. En svensk meningsfrände hade han i Carl Fredrik Scheffer, med vilken han stod i livlig korrespondens. Bland hans skrifter märks Exportation et importation de grains (1764) och Origine et progrès d'une science nouvelle (1767).
Hans son kemisten Éleuthère Irénée du Pont de Nemours grundade en framgångsrik krutindustri i Delaware, kemikoncernen DuPont, och hans ättlingar kom att bli inflytelserika i amerikanskt näringsliv och politik.